# Anaciaeschna jaspidea
Anaciaeschna jaspidea – gatunek ważki z rodziny żagnicowatych (Aeshnidae). Szeroko rozprzestrzeniony – występuje w Azji Południowej, Południowo-Wschodniej i Wschodniej, północnej Australii oraz Oceanii. Opisał go w 1839 roku Hermann Burmeister, nadając mu nazwę Aeschna jaspidea.